# Robert Meuris
Robert Meuris, né le 18 juin 1928 à Bruxelles, est un footballeur professionnel franco-belge d'après-guerre évoluant au poste de défenseur.

## Biographie
Fils de Georges Meuris, international français en 1937, il est formé au SCO Angers.
Il débute en équipe première pour la saison 1945-1946, à seulement 16 ans, sous les ordres et aux côtés de son père alors entraîneur-joueur, et qui évolue au club depuis 1942. Après deux belles saisons où le club échoue de peu à l'accession, il s'engage au Club olympique Roubaix-Tourcoing.
Il fait ses débuts en 1re division dans une équipe parmi les plus prestigieuses de l'époque puisqu'elle vient juste d'être sacrée Championne au printemps 1947. Il y reste cinq saisons sans toutefois remporter le moindre trophée.
Il s'engage ensuite à l'AS Monaco en 2e division pour la saison 1952-1953, et accèdera de nouveau à l'élite. Il commence la saison suivante en D1 avec le club monégasque, qu'il quitte au milieu de l'exercice pour rallier le Racing Paris, en D2, avec lequel il est de nouveau promu. 
Il retrouve le sommet du football français avec le Nîmes Olympique en 1954-1955 puis au Lille OSC en 1955-1956.

## Palmarès
- Vice-champion de France de D2 en 1953 avec l'AS Monaco